# 3rd Round Knockout
3rd Round Knockout je hudební album skupiny Chrome Division. Vydáno bylo v roce 2011.

## Seznam skladeb
1. "Bulldogs Unleashed" - 3:48
2. "7 G-strings" - 4:05
3. "Join The Ride" - 5:04
4. "Unholy Roller" - 3:41
5. "Zombies And Monsters" - 3:38
6. "Fight" - 3:35
7. "The Magic Man" - 4:55
8. "Long Distance Call Girl" - 4:21
9. "Ghost Rider In The Sky" (Johnny Cash cover'ı) - 3:35
10. "Satisfy My Soul" - 5:07